# Culinária da Mongólia
A cozinha mongol se refere às tradições culinárias da Mongólia e aos pratos típicos mongóis.   O clima continental extremo tem afetado a dieta tradicional, por isso a cozinha mongol consiste principalmente de laticínios, carne e gordura animal. O uso de temperos e vegetais é limitado.
Devido à proximidade geográfica e às profundas relações históricas com a China e a Rússia, a culinária mongol também é influenciada por esses dois países.
História
Há 800 anos, um povo nômade das estepes asiáticas, liderado por um grande líder o qual se tornou uma lenda viva, iniciou uma cavalgada que mudaria o mundo conhecido até então. Por mais de cem anos, quase toda a Ásia e 1/4 da Europa foi governada pelos khans. De simples cavaleiros e pastores nômades, armados com arcos e flechas, os mongóis se tornaram um exército poderoso em seu tempo, tão cruéis que lhe renderam a fama de bárbaros e sem misericórdia. Embora o seu "império dividido" tenha ruído após duzentos anos, o legado mongol perpetrou-se pela Ásia por mais de 600 anos. Essa é a história de um povo simples, que vivia e ainda vive nas estepes da Mongólia.
Nos dias atuais, o Estado da Mongólia é um país localizado na Ásia Oriental, e tem como capital Ulaan Batar. O Estado da Mongólia não tem saída para o mar, e faz fronteiras com a China ao sul e Rússia ao norte. A língua oficial é o mongol. A maioria dos habitantes do país segue o ramo lamaísta do budismo, cerca de 93%, além de 3% de seguidores da religião islâmica. O Império Mongol é considerado um dos maiores da história em extensão contínua de terras: chegou a abranger desde a fronteira oeste da Alemanha até a Península Coreana, e desde o Oceano Ártico até a Turquia e o Golfo Pérsico, dominando cerca de um terço da população total do planeta na época.
Em 1206 d.C., um Estado mongol foi formado com base em grupos tribais nômades, sob a liderança de Genghis Khan. Ele e seus sucessores conquistaram quase toda a Ásia e a Rússia Europeia. O neto de Gengis Khan, Kublai Khan, conquistou a China e estabeleceu a dinastia Yuan (1279 a 1368). O poder deste povo diminuiu rapidamente depois da derrubada da dinastia mongol na China em 1368. Os Manchus conquistaram a China em 1644, formando a dinastia Qing, e submeteram a Mongólia sob seu controle em 1691 com o nome de Mongólia Exterior. Os chefes mongóis desfrutavam de uma autonomia considerável sob os Manchus.
Em 1911, a Mongólia Exterior passou de província chinesa a um estado autônomo sob proteção russa (1912-1919), e novamente uma província chinesa (1919-1921). A Revolução Russa deu aos senhores da guerra chineses uma oportunidade para restabelecer seu domínio sob a Mongólia Exterior em 1919. Mas após várias vitórias, os soviéticos ocupam a capital mongol Kulun (futura Ulan Bator) em julho de 1921, e Moscou voltou a exercer influência sob a Mongólia. A República Popular da Mongólia foi proclamada a 25 de novembro de 1924 e o regime comunista foi consolidada pelo Partido Revolucionário Popular da Mongólia (PRPM).
Durante a Segunda Guerra Mundial, o exército soviético-mongol foi derrotado pelas forças japonesas, no verão de 1939, e uma trégua foi assinada para a criação de uma comissão para definir a fronteira da Mongólia e Manchúria, no outono do mesmo ano. Depois da guerra, a União Soviética reafirmou a sua influência na Mongólia. O país tornou-se membro das Nações Unidas em 1961. A era democrática que se seguiu às eleições de 1990, a Mongólia procurou manter boas relações com seus dois vizinhos imediatos, bem como com os países democráticos mais distantes.
Região
Mongólia é uma república localizada na Ásia Oriental e Central, o país faz fronteira com a Rússia ao norte e com a China ao sul, leste e oeste, localizada no planalto mongol, no Norte, as estepes e tundras áreas, no sul do deserto Gobi. sendo segundo maior país do mundo sem costa marítima. Com cerca de 2,9 milhões de habitantes.
A cultura da Mongólia é bastante homogênea: 96% da população é budista, e a língua oficial — o calca-mongol — é falada por 90% das pessoas. O país é coberto por estepes e possui pouca terra arável. É repleto de montanhas ao norte e ao oeste.
Cultura
A dieta da população varia conforme a região do país, mas é baseada em carne bovina, de iaque, de cordeiro e de camelo. Na capital, Ulaanbaatar, a variedade de comida é maior e boa parte dos alimentos vem de importações. A carne seca,
chamada “borts”, é utilizada em diversas receitas. Uma das especialidades são os khuushuur, pasteis de massa de farinha de trigo recheados com carne e fritos. A manteiga de leite de Iaque também é bastante importante para os mongóis, e serve como combustível para as lâmpadas e como alimento. No passado, como era uma das únicas fontes de combustível, as escolas muitas vezes eram obrigadas a optar entre ter comida ou iluminação.
Na cultura popular mongol, a figura mais venerada e lembrada é Genghis Khan, responsável pela fundação do Império Mongol, no século XIII. O império chegou a dominar um terço da população mundial da época, indo da fronteira oeste da Alemanha até a Península Coreana.
A sociedade mongol é extremamente submissa à natureza, crianças tem responsabilidade, elas cuidam do ajuntamento matinal das cabras, que ficam amarradas umas às outras na hora da ordenha. Uma parte do leite é transformado em queijo, um dos itens mais importantes na alimentação dos mongóis, que tem uma variedade exótica em sua gastronomia em cada região diferente.
A culinária Mongol é considerada leve e saudável, já que a base de sua alimentação é composta por vegetais e carne, que tradicionalmente se originou da alimentação de guerreiros que preparavam sua comida em seu escudo e capacete, e com sua espada faziam cortes dos vegetais.
A cozinha da Mongólia, do Vietnã, da Tailândia e da Índia é muito rica em especiarias como o ginseng, o ginko, o curry e o dahl, além de utilizar muito temperos exóticos. É uma culinária saborosa que reúne ingredientes naturais, vegetais frescos e proteínas, alimentos essenciais em uma dieta balanceada.
A refeição mais importante é o jantar, onde se costuma servir o horhog, um suculento pedaço de carne de ovelha fervido em água salgada, às vezes acompanhado de batata, cebola ou alho. A carne é cortada pelo chefe da família, que vai lançando os pedaços na mesma travessa de assar. Todos comem usando a mão:não há talheres e nem pratos na boa mesa mongol. No café da manhã e no almoço, o ingrediente principal são os queijos (a Mongólia produz 40 tipos diferentes). Para acompanhar, pequenos pedaços de farinha fritos no lugar de pão. Em todas as refeições,a bebida é o chá (suutei tsai), feito com água, leite de iaque e erva indiana. Às vezes, se acrescenta manteiga.
Características
Os nômades da Mongólia tiram seu sustento diretamente dos produtos provenientes dos animais domesticados, como gado, cavalos, camelos, iaques, ovelhas, cabras e, às vezes, caça.   A carne é ou cozida, usada como um ingrdiente para sopas e bolinhos (buuz, khuushuur, bansh, manti) ou seca para o inverno (borts).   A dieta mongol inclui uma grande proporção de gordura animal, a qual é necessária para os Mongóis suportarem os frios invernos e o trabalho pesado   As temperaturas no inverno são abaixo de -40 °C (-40 °F) e o trabalho ao ar livre requer reservas suficientes de energia.   Leite e nata são usados tanto para fazer uma variedade de bebidas, como também queijo e produtos similares.
Os nômades do campo são autossuficientes por princípio.   Viajantes irão encontrar barracas marcadas como "guanz" em intervalos regulares perto da estrada, as quais operam como simples restaurantes.   Na barraca, que é uma estrutura portátil de habitação (yurt é o nome Russo para abrigos similares, mas o nome é ger na Mongolia), os Mongóis usualmente cozinham em um pote de alumínio ou ferro fundido sobre um pequeno fogão, usando lenha ou esterco de animal seco (argal) como combustível
Pratos típicos
O prato rural mais comum é o carneiro cozido, muitas vezes servido sem nenhum outro acompanhamento. Na cidade, todos outros lugares exibem uma placa dizendo "buuz". Esses são bolinhos recheados com carne e cozidos no vapor. Outros tipos de bolinhos são cozidos na água ("Bansh", "Manti"), ou bem fritos na gordura de carneiro ("Khuusuur"). Outros pratos combinam carne com arroz ou macarrão fresco em vários cozidos (tsuivan, budaatai huurga) ou sopa de macarrão (guriltai shol).
O mais surpreendente método de cozimento é usado apenas em ocasiões especiais.   Neste caso, a carne (frequentemente junto a vegetais) é cozida com a ajuda de pedras, que são pré-aquecidas no fogo. Isso geralmente é feito em uma lata de leite lacrada para cozinhar pedaços de carne de carneiro ("   Khorkhog"), ou dentro da cavidade abdominal de uma cabra ou marmota desossada.
A carne de cavalo é muito consumida e pode ser encontrada em mercearias locais.
Bebidas
A bebida nacional mais proeminente é o airag, leite de égua fermentado. A bebida cotidiana é leite com chá salgado   ("Süütei Tsai"), que pode ser transformada numa sopa robusta adicionando arroz, carne ou Bansh. Como resultado da influência Russa durante o período socialista, a vodca também ganhou popularidade com um surpreendente número de marcas locais.